# Jordi Piqué i Padró
Jordi Piqué i Padró (Tarragona, 1959) és un arxiver i historiador català que ha centrat la seva investigació en el període de la Guerra Civil i l'arxivística. L’any 1987 rebia el Premi Salvador Seguí i Francesc Layret pel treball Anarco-col·lectivisme i anarco-comunisme. L’oposició de dues postures en el moviment anarquista català (1881-1891) i el 1996 es doctorà amb la tesi La crisi de la rereguarda. Revolució i guerra civil a Tarragona i comarca (1936-1939). Del 1993 al 2004 va ser director de l'Arxiu Històric de Tarragona de la Generalitat de Catalunya i fins al 2024 ha estat director de l'Arxiu Municipal de Tarragona i coordinador del programa de Memòria Democràtica. És president del Cercle d’Estudis Històrics i Socials Guillem Oliver del Camp de Tarragona i director de les seves publicacions.

## Obra seleccionada[1]
- Anarco-col·lectivisme i anarco-comunisme. L’oposició de dues postures en el moviment anarquista català (1881-1891)[9]

- Franquisme a les comarques tarragonines[10]

- La crisi de la rereguarda. Revolució i guerra civil a Tarragona i comarca (1936-1939)[11]

- Guerra Civil a les comarques tarragonines[12]

- 75 anys d’ensenyament professional a Tarragona[13]

- La II República al Camp de Tarragona[14]

- Quatre líders tarragonins de la República i l’exili[15]

- La Guerra Civil a la comarca del Tarragonès[16]

- Revolució i Guerra Civil a Tarragona en imatges d’Hermenegild Vallvé[17]

- Tarragona. La Segona República[18]

- Tarragona. Revolució i guerra[19]